# Argentine (Frankrijk)
Argentine is een gemeente in het Franse departement Savoie (regio Auvergne-Rhône-Alpes). De gemeente maakt deel uit van het arrondissement Saint-Jean-de-Maurienne. Argentine telde op 1 januari 2022 952 inwoners.

## Geografie
De oppervlakte van Argentine bedroeg op 1 januari 2022 28,03 vierkante kilometer; de bevolkingsdichtheid was toen 34 inwoners per km². De plaats ligt in de Maurienne vallei aan de rechteroever van de Arc.

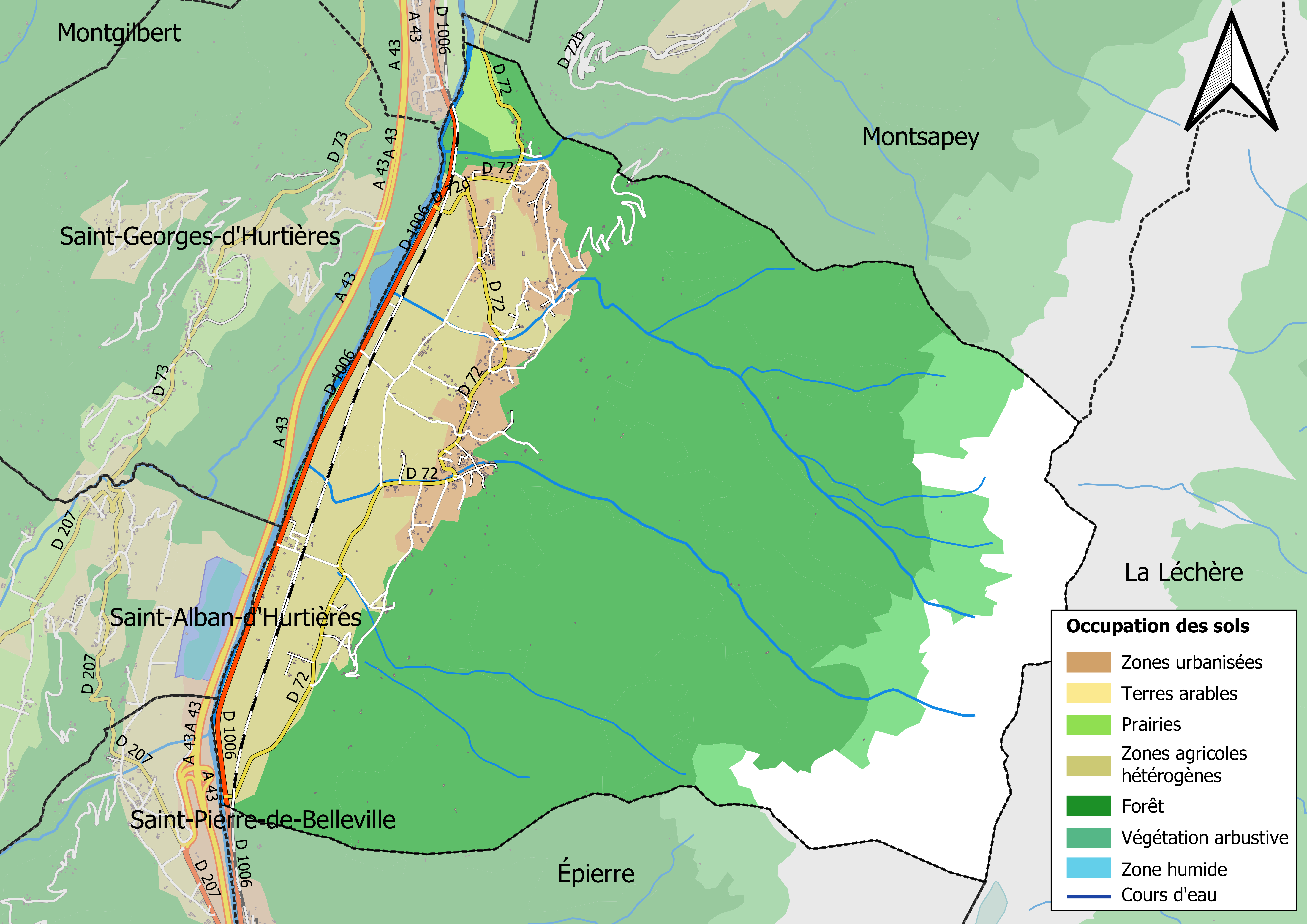
Kaart van de gemeente met de belangrijkste infrastructuur, bodemgebruik en omliggende gemeenten

## Demografie
Onderstaande figuur toont het verloop van het inwonertal (bron: INSEE-tellingen).